# Egmond aan Zee
Egmond aan Zee est un village de la province de Hollande-Septentrionale aux Pays-Bas. Il fait partie de la commune de Bergen. Jusqu'en 2001, la ville appartenait à la commune de Egmond.
La ville  compte environ 5 086 habitants (2001) .

## Histoire

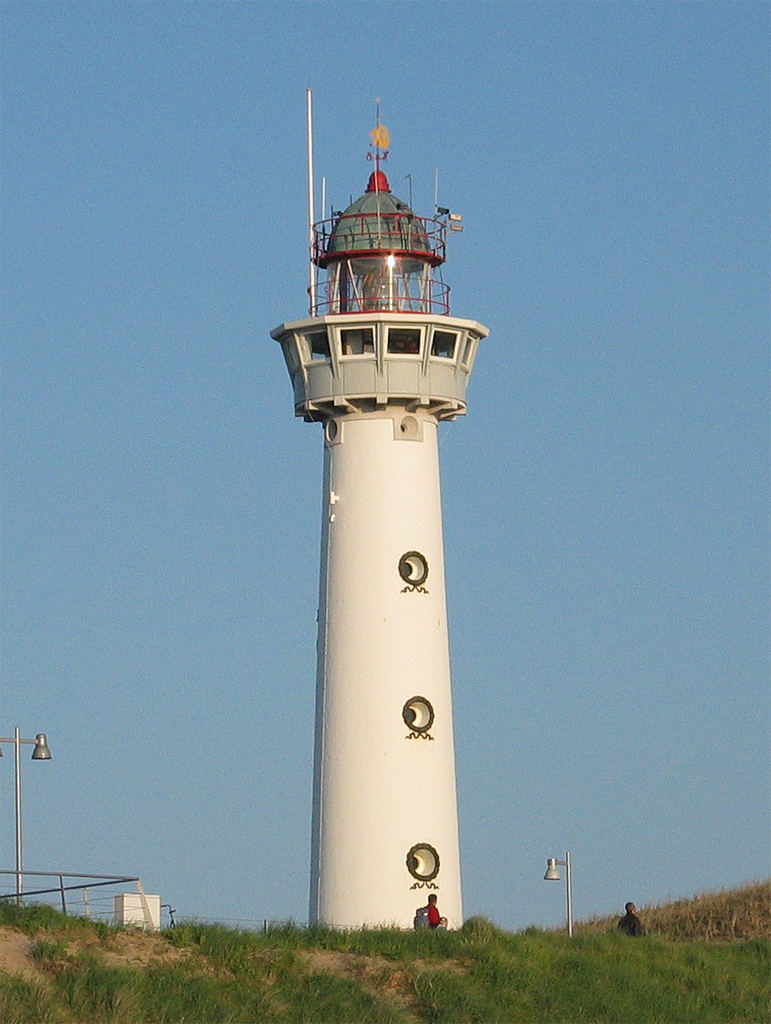
Le phare « Jan van Speijk »

Egmond aan Zee est le plus connu des trois villages de « Egmond ». C'est une destination populaire de vacances sur le bord de mer depuis le début du XXe siècle qui avait la réputation d'avoir un air marin réparateur. Il existait des établissements de cure destinées aux enfants souvent gérées par les institutions religieuses ou les associations caritatives. La ville possède un phare construit en 1834 appelées « Jan van Speijk » qui était un capitaine néerlandais réputé.
Dans le passé, des parties du village disparurent à la suite de l'action de la mer. Les habitants durent depuis le début de leur installation se battre contre l'action de la mer. La majorité des habitants étaient des pêcheurs. Il reste des traces de cette activité comme les maisons de pêcheurs. C'était de minuscules maisons sur le bord de mer où habitaient les pêcheurs. Il existe également un monument en souvenir des pêcheurs et une ancienne maison de retraite de pêcheurs appelée « Prins Hendrik Stichting ».
Le navire Ophir, arrivant de Charleston (Caroline du Sud), y a fait naufrage lors d'une tempête le 10 octobre 1796. Le botaniste français André Michaux, qui venait de passer onze ans aux États-Unis se trouvait sur ce bateau et, comme tous les autres passagers, il n'eut la vie sauve que grâce au courage des habitants qui s'étaient portés à leur secours.
C'est au large d'Egmond aan Zee qu'a été construite en 2006 la première ferme éolienne des Pays-Bas, l´Offshore Windpark Egmond aan Zee (OWEZ), d'une capacité de 108 MW.

## Sport
Un semi-marathon est couru à Egmond aan Zee, le deuxième dimanche de janvier de chaque année, avec un trajet parcourant la plage de la mer du Nord et de la réserve du Nord-Holland Dune.